# Dain Blanton
Dain Blanton (Laguna Beach, 28 november 1971) is een voormalig Amerikaans beachvolleyballer. Met Eric Fonoimoana werd hij in 2000 olympisch kampioen.

## Carrière

### 1994 tot en met 1999
Blanton begon in 1994 zijn beachvolleybalcarrière in de Amerikaanse AVP Tour. Hij speelde het eerste jaar met verschillende partners, onder wie Ian Clark met wie hij in 1995 een vast duo zou vormen. Eind 1995 debuteerde Blanton met Eric Wurts in de FIVB World Tour in Carolina. De twee daaropvolgende jaren speelde Blanton in de Amerikaanse competitie samen met Canyon Ceman. In 1997 boekten ze in Hermosa Beach hun eerste overwinning in de AVP Tour. Daarnaast won Blanton met Kent Steffes de bronzen medaille bij de eerste officiële wereldkampioenschappen beachvolleybal in Los Angeles na de halve finale verloren te hebben van
hun landgenoten Mike Whitmarsh en Ceman.
Vervolgens vormde Blanton van 1998 tot en met 2001 een duo met Eric Fonoimoana. Het tweetal speelde in 1997 nog vier wedstrijden in de AVP Tour met een tweede plaats als beste resultaat. Het jaar daarop deden ze mee aan zestien AVP-toernooien waarbij ze negenmaal op het podium eindigden. In de World Tour namen ze deel aan zes wedstrijden met een tweede plaats in Klagenfurt als beste resultaat. In 1999 speelden Blanton en Fonoimoana zes internationale toernooien, waaronder de WK in Marseille. Het duo verloor in de tweede ronde van de Braziliaanse titelverdedigers Rogério Ferreira en Guilherme Marques en werd in de vierde herkansingsronde uitgeschakeld door hun landgenoten Carl Henkel en Sinjin Smith, waardoor het tweetal als negende eindigde. Vervolgens werden ze in zowel Klagenfurt als Oostende vierde en in Espinho vijfde. In de AVP Tour speelden ze negen wedstrijden waarbij ze twee overwinningen, twee tweede plaatsen, een derde plaats, een vierde plaats en drie vijfde plaatsen behaalden.

### 2000 tot en met 2010
In 2000 nam het tweetal deel aan zes toernooien de Amerikaanse competitie met een eerste en tweede plaats als beste resultaat. In de World Tour kwamen ze in negen wedstrijden niet verder dan een vijfde plaats in Espinho, maar door een derde plaats in Oostende wisten Blanton en Fonoimoana zich te plaatsen voor de Olympische Spelen in Sydney. Daar wonnen ze de gouden medaille door het Braziliaanse duo Zé Marco en Ricardo Santos in de finale te verslaan. Het jaar daarop speelde Blanton zeven reguliere FIVB-wedstrijden met Fonoimoana met als beste resultaat een vierde plaats in Marseille. Bij de WK in Klagenfurt eindigde het duo als vijfde, nadat het de kwartfinale verloor van hun landgenoten Christian McCaw en Robert Heidger.
In 2002 speelde Blanton met Henkel zeven wedstrijden in de World Tour met drie negende plaatsen als beste resultaat. Daarnaast nam het tweetal deel aan twee toernooien in de Amerikaanse competitie. De volgende twee jaar vormde Blanton een duo met Jeff Nygaard. Ze wonnen in 2003 drie van de acht AVP-toernooien waar ze aan deelnemen en werden daarnaast eenmaal tweede. In de World Tour boekten Blanton en Nygaard een overwinning in Rodos en behaalden ze een derde en vierde plaats in respectievelijk Marseille en Klagenfurt. Bij de WK in Rio de Janeiro bereikte het duo de kwartfinale waar het werd uitgeschakeld door de Portugezen Miguel Maia en João Brenha.
In aanloop naar de Olympische Spelen in Athene speelde het tweetal acht wedstrijden in de World Tour met drie zevende plaatsen als beste resultaat. Bij de Spelen kwamen Blanton en Nygaard niet verder dan de groepsfase nadat ze alle drie hun groepsduels verloren hadden. Het duo nam daarnaast deel aan negen AVP-toernooien met een overwinning in Chicago als beste resultaat. In 2005 vormde Blanton een duo met Kevin Wong. Bij de WK in Berlijn verloren ze hun eerste wedstrijd van het Duitse duo Marvin Polte en Thorsten Schoen, waarna ze uiteindelijk in de derde herkansingsronde werden uitgeschakeld door hun landgenoten Todd Rogers en Phil Dalhausser. Van de drie overige FIVB-toernooien haalden ze alleen in Klagenfurt (vijfde) de top tien. In de AVP Tour deden ze verder aan twaalf toernooien mee met twee derde plaatsen als beste resultaat.
In 2006 nam Blanton met Sean Rooney deel aan zijn laatste wedstrijd in de World Tour. Hij bleef tot en met 2008 actief in de AVP Tour waar hij met verschillende partners, onder wie Fonoimoana, in totaal aan 34 wedstrijden meedeed. In 2010 speelde Blanton met Stafford Slick zijn laatste AVP-toernooi.

## Palmares
Kampioenschappen
- 1997:  WK
- 1999: 9e WK
- 2000:  OS
- 2001: 5e WK
- 2003: 5e WK

FIVB World Tour
- 1998:  Klagenfurt Open
- 2000:  Oostende Open
- 2003:  Rodos Open
- 2003:  Grand Slam Marseille

## Persoonlijk
Blanton groeide op in Laguna Beach en begon op elfjarige leeftijd met volleybal. Hij speelde daarnaast basketbal toen hij op de highschool zat. Vervolgens studeerde hij aan Pepperdine University waar hij een diploma in public relations behaalde. Na afloop van zijn sportieve carrière ging hij aan de slag als sportcommentator.